# Dagligt Allehanda
Dagligt Allehanda var namnet på Sveriges första dagligen utgivna tidning, utgiven i Stockholm åren 1769–1849. Från 1824 hade tidningen en klart liberal politisk tendens i opposition mot kung Karl XIV Johan. Redaktörer var bland andra Wilhelm Fredric Dalman och Sven Adolf Hedlund.  

## Historik
Från 20 oktober 1767 hade Peter Momma börjat låta den av honom utgivna Stockholms Weckoblad åtföljas av en annonsbilaga, kallad Alehanda. Från november 1767 kallades den Dagligt Allehanda och blev i januari 1769 en självständig tidning. Tidningen, som i oktober 1771 övertogs av Johan Pfeiffer vann stor spridning, inte minst på grund av att redaktören snart erhöll ensamrätt att publicera en rad officiella meddelanden. Huvudinnehållet utgjordes av in- och utländska nyheter och av annonser. Den sparsamma texten bestod ofta av insända bidrag på vers och prosa. Härigenom skilde sig Dagligt Allehanda från andra tidningar grundade i slutet av 1700-talet i litterärt eller ideellt syfte, som Stockholms-Posten under Kellgrens ledning, Den nye granskaren under Thomas Thorilds och Patrioten under Lorens Münter Philipsons.
Denna mer opersonliga karaktär behöll Dagligt Allehanda fram till 1824, då Johan Peter Theorell ombildade Dagligt Allehanda till en politiskt tidning med liberal inriktning. Tidningens oppositionella karaktär behölls även sedan redaktörskapet övertagits av Nils Arfwidsson och Wilhelm Fredric Dalman 1833, av vilka Arfwidsson snart trädde tillbaka. Dalman redigerade tidningen fram till 2 december 1848 då E. M. Lindman övertog redaktörskapet för tidningen.
Den i december 1848 grundade veckotidningen Bore köpte upp Dagligt Allehanda och blev i december 1850 en dagstidning med titeln Bore. Dagligt Allehanda i Stockholm. Från 29 november 1851 till 30 november 1859 utkom Svenska tidningen. Dagligt Allehanda i Stockholm och fick sedan en fristående fortsättning i Nya Dagligt Allehanda som utgavs från 1 december 1859 till 1944.
Svenska Tidningen Dagligt allehanda var politiskt en konservativ tidning i Stockholm och utgjorde en fortsättning av tidningen Bore. Dagligt allehanda i Stockholm hade J. A.Hazelius som redaktör och ansvarig utgivare från början t. o. m. 29 augusti 1856, då han efterträddes av J. H. Hörner. Hazelius fortsatte likväl som tidningens ägare att inneha ledningen. 
Tidningen var 5-spaltig och gavs ut i folioformat  såväl Svenska tidningens morgonupplaga 1 december 1851-1857 som aftonupplagan 29 november 1851-1858.
Bland betydande medarbetare i tidningen märks Daniel Helsingius, Jakob Gabriel Rothman, Sven Adolf Hedlund, Göran Ingelman, Johan Erik Rydqvist, David Munck af Rosenschöld, H. Schönberg och Georg Swederus.